# 伊草の袈裟坊
伊草の袈裟坊（いぐさのけさぼう）は、埼玉県川島町に伝わる河童。

## 概要
法師のように袈裟を纏っていることからこの名で呼ばれたといい、周辺の河童たちは毎年袈裟坊に人間の腸を中元として献上したという。
落合橋付近を夜遅く通ると呼び止められ、振り向くと大男が道に立ちふさがり、車を挽いて行くと後ろに吊下るなどして悪戯をした。
日本妖怪変化語彙では宮城県柴田郡の河童と記されている。

## 交流関係
笹井の竹坊や小畔の小次郎、小沼のかじ坊などといった河童と仲が良かったともいわれ、その交流を語る伝承も複数残されている。
所沢市の曼陀羅淵に棲む河童も襲った子供の腸を竹坊や袈裟坊への贈り物にしていたとされている。
また、伊草の河童と持明院の曼陀羅堂の河童（曼荼羅淵の河童）は夫婦だったともいわれている。